# Rodrigo Velilla
Rodrigo Velilla (* 3. Januar 1989 in Buenos Aires) ist ein argentinischer Schauspieler, Sänger und Tänzer.

## Leben
Rodrigo Velilla wurde im Januar 1989 in Buenos Aires geboren und begann seine Karriere im Alter von 13 Jahren. Er war seitdem in verschiedenen Fernsehserien zu sehen gewesen. 2007 verkörperte er die Rolle des Felipe in der Telenovela Patito Feo, die ihn in Argentinien bekannt machte.
2012 übernahm er die Rolle des Napoleon „Napo“, ein Schüler im Studio. Er wirkt in der ersten Staffel der Jugend-Telenovela mit und erlangte dadurch in vielen Ländern Bekanntheit. Auf den dazugehörigen Soundtracks Violetta - Der Original-Soundtrack zur TV-Serie und Cantar es lo que soy war er ebenfalls zu hören.

## Filmografie
- 2007: Patito Feo (Fernsehserie)
- 2012: Violetta (Fernsehserie)

## Diskografie
Soundtracks
- 2012: Violetta - Der Original-Soundtrack zur TV-Serie
- 2012: Cantar es lo que soy
- 2012: "Are you ready for the ride?" | Momento Musical | Violetta
- 2012: Ser mejor